# Maskerwielewaal
De maskerwielewaal (Oriolus larvatus) is een zangvogel uit de familie Oriolidae (wielewalen en vijgvogels).

## Kenmerken
Deze opvallende vogel heeft een geel verenkleed en een zwarte kop. De vleugels zijn een mengeling van geel, wit en zwart. Hij heeft een luide, fluitende zang. De lichaamslengte bedraagt 22 cm.

## Leefwijze
Zijn voedsel bestaat uit zaden, vruchten en rupsen. Het is een luidruchtige vogel, die vaak roerloos in een boomkruin zit.

## Verspreiding en leefgebied
Deze soort komt voor in oostelijk en zuidelijk Afrika en telt vijf ondersoorten:
- O. l. rolleti: van zuidelijk Soedan en zuidelijk Ethiopië tot oostelijk Congo-Kinshasa en centraal Kenia.
- O. l. reichenowi: van Somalië tot oostelijk Tanzania.
- O. l. angolensis: van Angola en Namibië tot westelijk Tanzania en noordelijk Mozambique.
- O. l. additus: van de zuidkust van Tanzania tot de zuidkust van Mozambique.
- O. l. larvatus: van zuidelijk Zimbabwe tot inlands zuidelijk Mozambique en oostelijk Zuid-Afrika.

## Status
De grootte van de populatie is niet gekwantificeerd maar de soort wordt omschreven als vrij algemeen. Op de Rode lijst van de IUCN heeft deze soort de status niet bedreigd.